# Aliona van der Horst
Aliona van der Horst (Moskou, 1970) is een Nederlands documentairemaakster. Ze is geboren als dochter van een Nederlandse vader en een Russische moeder en in Nederland opgegroeid. Ze heeft Russische taal- en letterkunde gestudeerd, was als tolk werkzaam voor de Nederlandse Film- en Televisieacademie en heeft daar ook de cursus Regie gevolgd. Ze is diverse keren bekroond voor haar documentaires.
Met haar eindexamenfilm Dame met het witte hoedje won Van der Horst in 1997 de Tuschinski Award. Van der Horst heeft voor verschillende televisieprogramma's gewerkt: Diogenes, Urbania, Villa Achterwerk en Yoy. Ze brak internationaal door met de documentaire Voices of Bam, over het leven van de bewoners van een in 2003 door een aardbeving getroffen Iraans stadje een jaar na deze ramp. Uit 2008 dateert de documentaire Boris Ryzhy, een portret van een jonge Russische dichter, die leeft in de periode van de overgang van het communisme naar een meer kapitalistische samenleving. In 2012 richtte Van der Horst met vijf andere filmers Docmakers op. Dit collectief maakte onder andere de documentaire Don't Shoot the Messenger, over de Occupyprotesten in Amsterdam. De documentaire Liefde is aardappelen gaat over hoe haar Russische tantes, de zusters van haar moeder, de ontberingen - hongersnood en oorlog - in de Stalinistische tijd hebben ondergaan. Alle hieronder vermelde films zijn op televisie uitgezonden. Van der Horsts documentaires waren in retrospectief te zien in Barcelona (2013), Kiev (2015) en in Belgrado (Beldocs, 2017). Van der Horst gaf ook diverse masterclasses en ze maakte deel uit van internationale jury's.

## Filmografie (selectie)
- 1997: Dame met het witte hoedje (Tuschinski Award)
- 1998: Kiev (uitgezonden door Diogenes)
- 1998: Het rode doosje
- 2001: Na de lente van '68: een kleine liefdesgeschiedenis
- 2003: Passie voor de Hermitage (serie tv-documentaires)
- 2006: Voices of Bam (met Masja Ooms)
- 2008: Boris Ryzhy
- 2011: Water Children
- 2013: Don't Shoot the Messenger (een film van Docmakers)
- 2017: Love is Potatoes (Liefde is aardappelen)
- 2024: Gerlach

- Gemeinsame Normdatei: 1017067007
- Library of Congress Control Number: no2006030694
- Nederlandse Thesaurus van Auteursnamen: 266806767
- Virtual International Authority File: 306416942